# الجلاد الحموي الحاد بالعدلات
الجلاد الحموي الحاد بالعدلات (بالإنجليزية: Acute febrile neutrophilic dermatosis)‏ ويعرف أيضًا باسم متلازمة سويت، هو مرض جلدي يتميز بالظهور المفاجئ للحمى، وكثرة كريات الدم البيضاء، طراوة الجلد، احمرار، حطاطات واضحة الحدود ولويحات تُظهِر كثافة في ارتشاح العدلات المُحَببة بالفحص النسيجي. وصف الدكتور روبرت دوغلاس سويت هذه المتلازمة لأول مرة في عام 1964. وكانت تعرف أيضاً باسم مرض غوم-بوتن تيمناً بأول مريضين شخص الدكتور سويت إصابتهما.

## الأعراض والعلامات

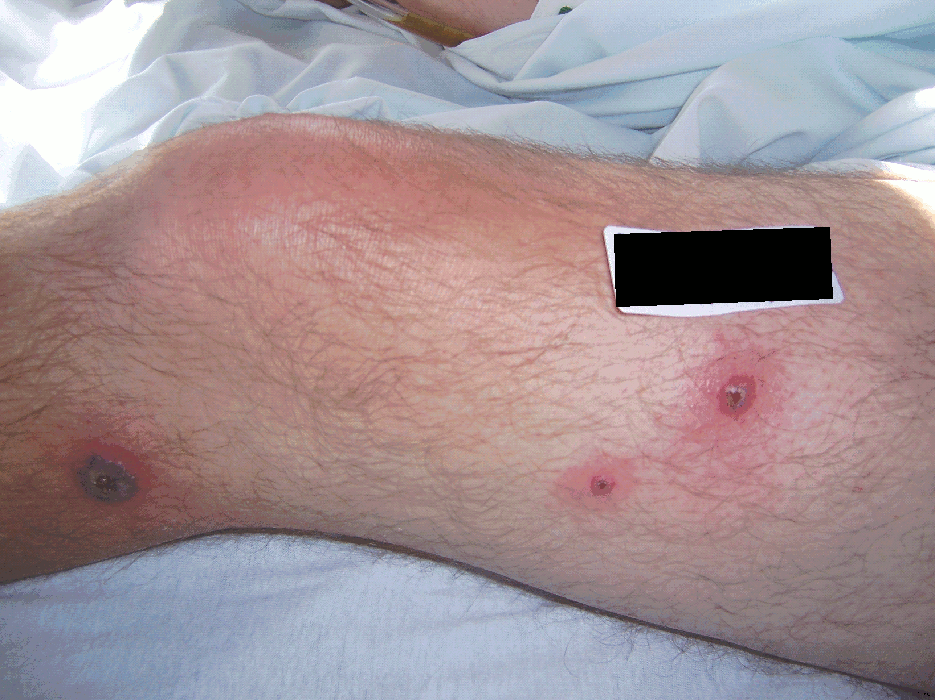
آفات بثرية مع تنخر مركزي على الرجل اليسرى لمريض مصاب بمتلازمة سويت مترافقة مع داء كرون.

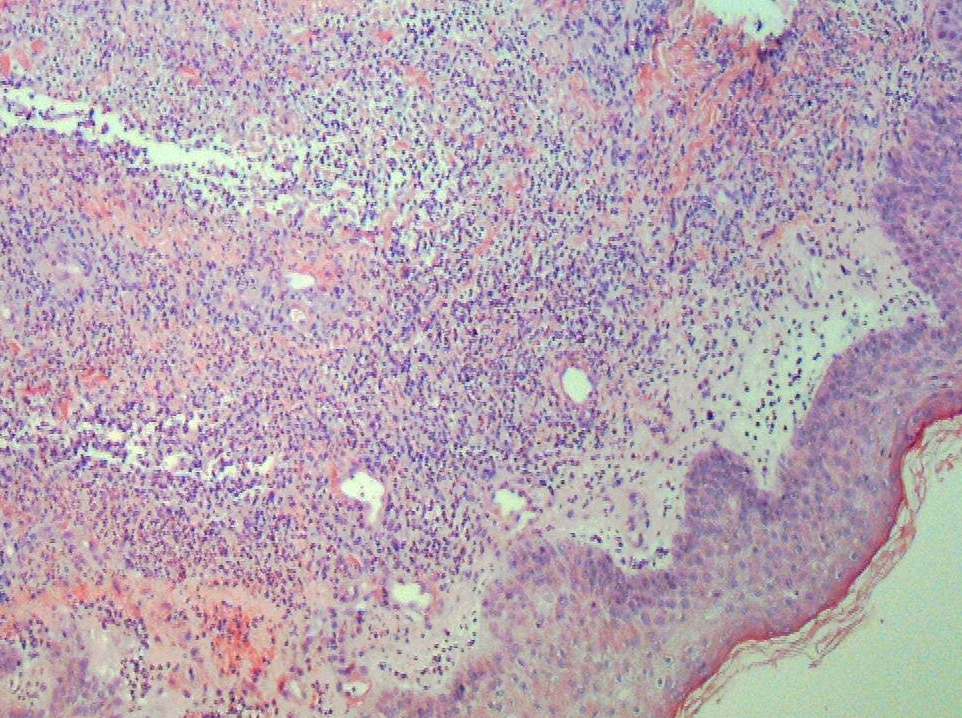
خزعة بالمنقب لآفة بالجلد تظهر ارتشاح العدلات في الأدمة دون وجود دليل على التهاب الأوعية (المريض ذاته المصاب بداء كرون)

لويحات حمامية حادة وطرية، عقد، حويصلات زائفة وأحياناً بثور من النمط المستدير أو المقوّس تحدث في الرأس، العنق، الساقان، الساعدان بخاصة ظهر اليد والأصابع. نادراً ما يُصاب الجذع. الحمّى (50%); ألم المفاصل أو التهاب المفاصل (62%); إصابة العين، في معظم الأحيان التهاب المُلتحمة والتهاب الجسم الهدبي والقزحية (38%); و القلاع الفموي (13%) جميعهم أعراض مُرافقة.

## العلاج
الستيروئيدات القشرية الجهازية مثل بريدنيزون ممكن أن تسبب تحسّن سريع وتعتبر «معيار ذهبي» للعلاج. تتحسن الحرارة وتعداد كريات الدم البيضاء والطفح خلال 72 ساعة. تزول آفات الجلد خلال 3 إلى 9 أيام. القيم المخبرية غير الطبيعية تعود بسرعة إلى القيم الطبيعية. ومع ذلك تكوم هنالك انتكاسات متكررة. تتناقص الستيروئيدات القشرية تدريجياً إلى الصفر خلال فترة تمتد من أسبوعين إلى 6 أسابيع.
أحياناً يعقب زوال الطفح ظهور الدخينات وتندب. يشفى المرض تلقائياً عند بعض المرضى. الستيروئيدات القشرية الموضعية أو الستيروئيدات القشرية داخل الآفة من الممكن أن تكون فعالة سواء كعلاج وحيد أو علاج مساعد. تناول يوديد البوتاسيوم عن طريق الفم أو الكولشيسين ممكن أن يحدث شفاءا سريعا.